# الحسنة (المهد)
الحسنة، قرية من قرى محافظة المهد، والتابعة لمنطقة المدينة المنورة في السعودية. تقع في جنوب شرق المدينة المنورة، وتبعد عنها بمسافة تقارب ( ) كيلو متر، وعن مهد الذهب بمسافة تقارب ( ) كيلو متر.

## مركز الحسنة
مركز الحسنة: هو من مراكز فئة (أ)
الموقعيقع المركز في الجزء الشرقي من محافظة المهد.
المساحةتبلغ مساحته (1,047كم2)، وتمثل 4,28% من مساحة المحافظة، ويأتي في المرتبة الثامنة.
السكانيبلغ عدد سكانه (11902) نسمة، ويأتي في المرتبة الأولى تبلغ مساحته (1,047كم2)، وتمثل 4,28% من مساحة المحافظة، ويأتي في المرتبة الثامنة..
بعد المركز عن المحافظةيقع المركز على بعد (180كم) من المحافظة، والطريق المؤدي إليها إسفلتي، ويعتبر المركز في المرتبة الحادية عشرة من حيث القرب من مقر المحافظة.